# مسجد النيلين
افتتح مسجد النيلين في 2 سبتمبر 1984 م في عهد الرئيس الاسبق للسودان الرئيس جعفر محمد نميري ويقع في أم درمان قريبا من المقرن.
يعتبر من معالم السودان المميزة من حيث الموقع والتصميم، فقد تم بناء المسجد على شكل صدفة عملاقة عند ملتقى النيلين الأبيض والأزرق شاطئ أم درمان، علما بأن الفكرة والتصميم كانت مشروع تخرج طموح لطالب من كلية الهندسة والمعمار بـ جامعة الخرطوم في منتصف السبعينيات والمهندس المعماري قمر الدولة الطاهر وكان هذا المبنى أول مبنى يشيد في السودان من قواطع الألمنيوم وبدون اعمدة رفع إذ يتصل السقف بالأرض مباشرة تماما كالصدف والمسجد يمنح منظرا خلابا عند ملتقى النيلين وهو المسجد الوحيد في العالم الذي ليس فيه أعمدة رفع .الجدير بالذكر ان الملاكم العالمي المعروف محمد علي كلاى حضر حفل افتتاح المسجد منتصف الثمانينات .